# Anaborano Ifasy
Anaborano Ifasy est une commune (Kaominina), du nord de Madagascar, dans la province de Diego-Suarez.

## Géographie
Le village d'Anaborano se situe à 370 mètres, bordée de plusieurs montagnes jeunes entre Ankazomahity et Ambendrana. Offrant une vue incroyable à 360° sur toute la vallée.

## Histoire
Village d'agriculteur depuis plusieurs décennies essentiellement basée sur la culture rizicole, la forte demande en cacao dans les années 1950 a poussé ces derniers à cultiver du cacao puis par la suite du café et du poivre. Dans les années 1960, chaque jeudi, tous les agriculteurs de la vallée se donnait rendez-vous sur la place du village pour vendre leurs produits, leurs bétails dans une ambiance folklorique.

## Administration
Anaborano Ifasy est une commune du district d'Ambilobe, située dans la région de Diana, dans la province de Diego-Suarez. District d'Ambilobe. Maire actuel Mr ZAFY Laurent.

## Économie
La population est majoritairement rurale. On trouve sur le territoire communal des exploitations de cacao, café et poivre mais aussi de la vanille.

## Démographie
La population est estimée à 37 884 habitants, en 2009.